# 寐龍屬
寐龍屬是傷齒龍科恐龍的一個屬，生存於早白堊世，體型只有鴨一般大小，化石於中國遼寧省發現。
寐龍的學名由漢語音譯而來，兩者意為「沉睡的龍」。

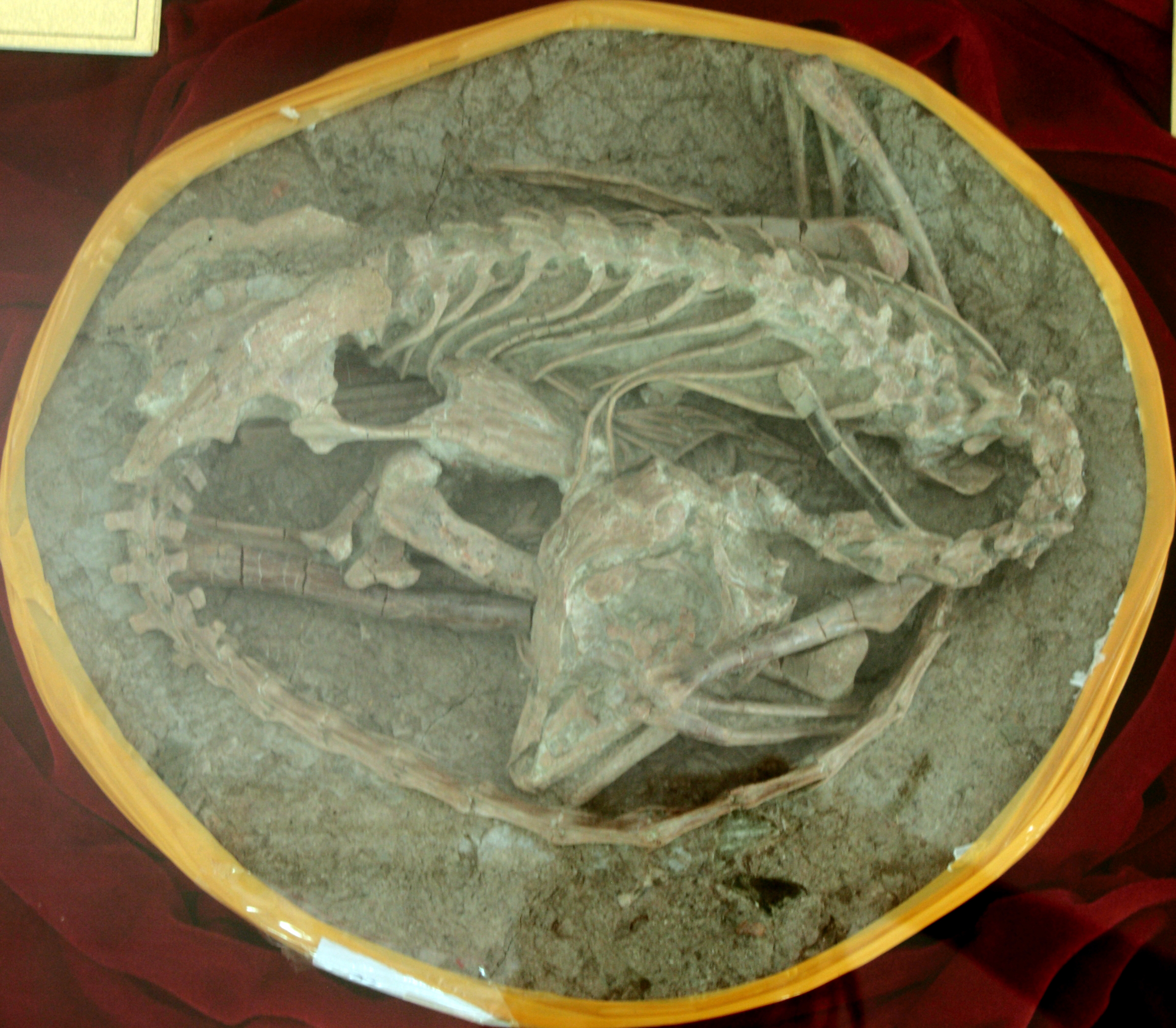
寐龍的幼年個體標本

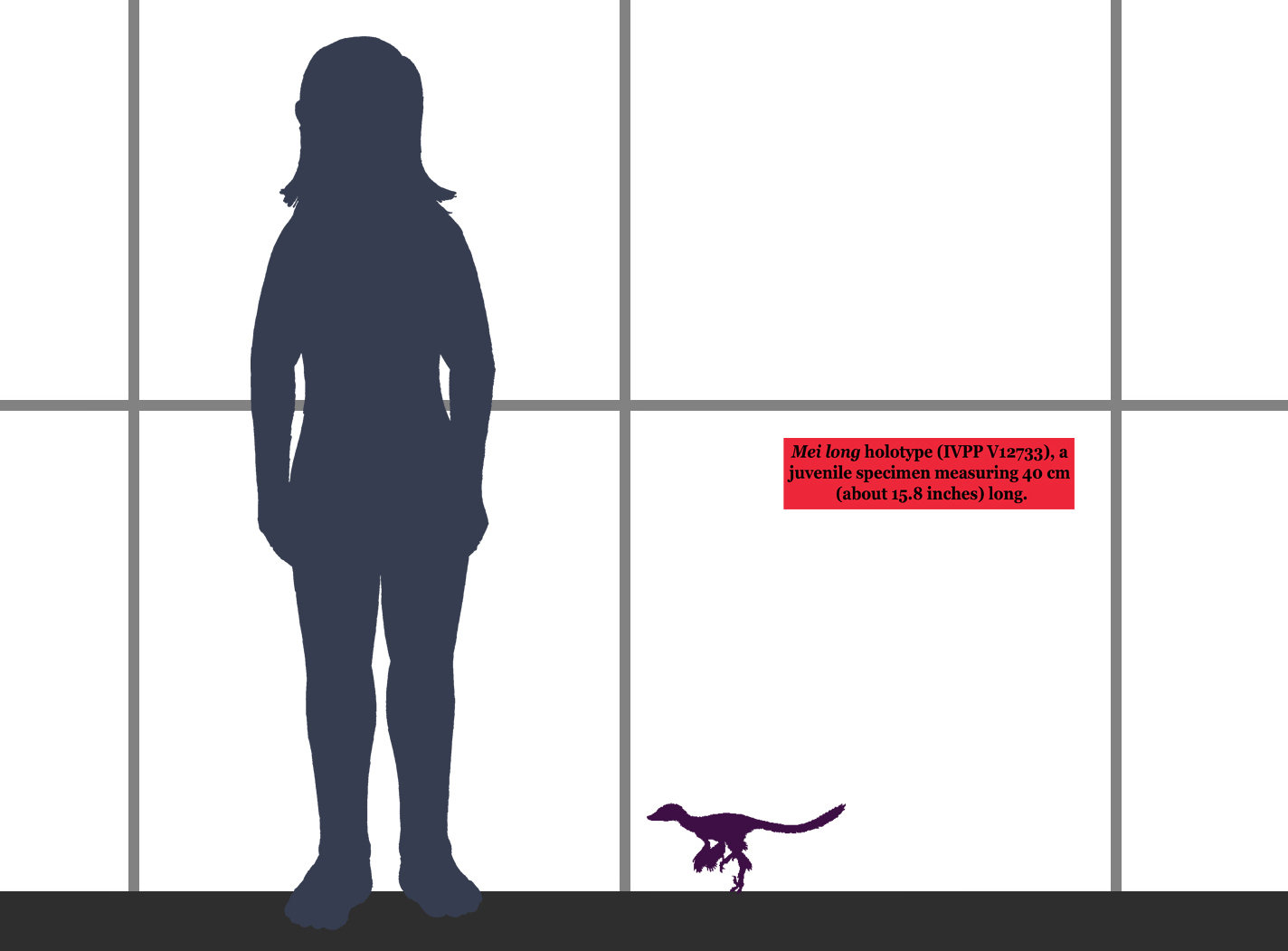
寐龍與人類的體型比較圖

寐龍的正模標本是個幼年個體，長53公分。正模標本相當完整，仍然保有其立體形態：後肢捲縮在身下，口鼻部伏在其中一隻前肢之下，彷彿現代鳥類睡覺時的姿勢。這個姿勢提供了鳥類與恐龍之間的行為連結。根據化石週遭的化石成份，馬克·諾瑞爾（Mark Norell）認為寐龍是在睡覺時死亡，有可能是火山爆發，將其埋葬而死的。第二個發現的標本（編號DNHM D2154），被發現時也是呈捲縮的睡眠姿態。
寐龍是種獨特的傷齒龍科恐龍，例如外鼻孔大。寐龍的最近親是傷齒龍科的中國獵龍，兩者都是傷齒龍科的原始物種。不同於進階型傷齒龍科，寐龍的骨盆結構類似鳥類，這點如同許多進階型手盜龍類。

## 大眾文化
寐龍出現在電視節目《史前公園》（Prehistoric Park）的第三集，在該集中，一群寐龍攻擊劇中的探險成員，想要取得探險成員裝備中的食物。隨後，數個寐龍並因火山爆發的有毒氣體而死亡。該電視節目真實地敘述了寐龍的化石發現處，以及牠們死亡時的鳥類姿態。但是，製作團隊錯誤地將寐龍描述成與顧氏小盜龍共同生存、沒有羽毛，寐龍的化石發現於義縣組，小盜龍的化石發現於九佛堂組，小盜龍的年代較晚。

## 外部連結
- 恐龍博物館──寐龍
- Troodontidae from Thescelosaurus